# Caio Fúrnio (tribuno)
Caio Fúrnio (em latim: Gaius Furnius) foi um político romano eleito tribuno da plebe em 50 a.C., e um amigo e correspondente de Cícero.

## Biografia
Em 50 a.C., Cícero confiava em Fúrnio, que era tribuno da plebe, para conseguir ser reconvocado a Roma no final de seu primeiro ano como procônsul da Cilícia, e para conseguir um supplicatio depois da volta. Uma cláusula do plebiscito, porém, que tornava a reconvocação dependente da paz com os partas até pelo menos agosto daquele mesmo ano, irritou Cícero, pois julho era geralmente o mês no qual eles iniciavam suas campanhas. Ainda durante seu mandato, Fúrnio foi contra as exigências pouco razoáveis feitas pelos optimates a Júlio César, como a sua volta imediata a Roma e a sua renúncia incondicional ao proconsulado da Gália. Depois que começou a guerra civil, Fúrnio foi enviado por César com cartas para Cícero em março de 49 a.C.. Depois do assassinato de Júlio César (44 a.C.), Cícero recomendou Fúrnio a Lúcio Munácio Planco, o procônsul da Gália Transalpina em 43 a.C., e ele foi legado de Planco durante a guerra entre Otaviano e Marco Antônio e permaneceu com ele até depois da Batalha de Filipos (42 a.C.), quando os liberatores foram derrotados. 
Na guerra de Antônio contra o Senado (41-40 a.C.), Fúrnio contou a Cícero sobre os movimentos e sentimentos das legiões romanas e de seus comandantes na Gália e na Hispânia, mas estas cartas se perderam. Fúrnio se aliou a Lúcio Antônio e defendeu Sentino, na Úmbria, contra Otaviano e compartilhou das mazelas da chamada "Fome de Perúsia". No fim, ele foi um dos três oficiais encarregados por Lúcio Antônio de negociar a rendição de Perúsia; sua recepção por Augusto foi tão calorosa que gerou suspeitas entre os aliados de Marco Antônio sobre sua lealadade.
Em 35 a.C., Fúrnio foi prefeito da província da Ásia sob o comando de Marco Antônio e lá conseguiu aprisionar Sexto Pompeu, que havia fugido depois de sua derrota para Marco Vipsânio Agripa na Batalha de Nauloco, em 36 a.C.. Depois da Batalha de Ácio (31 a.C.), Fúrnio, através da mediação de seu filho, Caio Fúrnio, se reconciliou com Otaviano e recebeu dele o status consular; depois disto, Fúrnio foi nomeado cônsul sufecto (ou foi cônsul designado?) em 29 a.C., a primeira vez que o nome da sua família aparece nos Fastos. Em 21 a.C., Fúrnio foi governador da Hispânia Citerior.
Fúrnio provavelmente foi mencionado por Tácito ("De Oratoribus" 21) entre os oradores cuja dicção, pobre e antiquada, tornou suas obras impossíveis de serem lidas sem uma inclinação natural a dormir ou sorrir.